# O-Shen
O-Shen (wirklicher Name: Jason Hershey; * 1978 in Spokane) ist ein Musiker aus Papua-Neuguinea.
Sein erstes Album veröffentlichte er im Jahr 1997 in Papua-Neuguinea. Aufgefallen ist er in seiner Heimat damit, dass er als erster Künstler in der heimischen Sprache den Rap publizierte. Dadurch sorgte er für Auswirkungen, die ihn als „Botschafter“ Papua-Neuguineas berühmt machten und ihm viel Unterstützung der Bevölkerung einbrachten. Seine ersten Alben wurden lediglich auf den melanesischen Inseln verkauft, im Jahr 2000 jedoch schaffte er es mit einem Aufenthalt auf Hawaii zur Berühmtheit auch außerhalb Ozeaniens.
Seine Musikrichtung, eine Mischung aus Reggae, Hip-Hop und heutiger moderner Musik verhalf ihm im Jahr 2001 zum Na Hoku hanohano award, einem Titel für das beste Album Hawaiis, das den Musikstil Reggae enthalten muss.
Sein Song „Throw Away the Gun“ war Teil des Soundtracks im Film 50 erste Dates (2004).

## Kindheit
Jason Hershey wurde 1978 in Washington geboren und wuchs in Butaweng in Finschhafen auf, sein Vater John arbeitete als Arzt am lutherischen Braun Memorial Hospital. Jason spielte gerne im nahegelegenen Wasserfall des Butaweng-Flusses, was er auch in „Meri Lewa“ und „Solwara Mangi“ besingt; die „Treppenstufen“, die sein Vater für ihn in den Felsen schlug, sind heute noch vorhanden. In seiner Jugend kehrte die Familie in die USA zurück, wo er begann, eigene Texte zu schreiben.

## Diskografie
| Album               | Label                          | Veröffentlichung |
| ------------------- | ------------------------------ | ---------------- |
| Iron Youth          | Cinammon Red Records           | Januar 2000      |
| Rascal in Paradise  | Hobo House on the Hill Records | Februar 2003     |
| Kanaka Pasifika     | CHM Supersound                 | Februar 2004     |
| Rising Son          | Sharpnote Records              | Januar 2005      |
| Faya!               | Sharpnote Records              | 2005             |
| Best of O-Shen      | Tokuma Records                 | 2006             |
| 1 Rebel             | Sharpnote Records              | Juli 2007        |
| Saltwater Messenger | Sharpnote Records              | Februar 2011     |
| In Ex-Isle          | Allstar Records                | April 2013       |
| Pacific Storm       | Push Broom Productions Inc.    | August 2013      |